# Nay Rezső Rudolf
Nay Rezső Rudolf (Veszprém, 1853. augusztus 24. – Budapest, 1907. december 5.) zsidó származású magyar építész.

## Élete
Nay Móric kereskedő és Leichtner Janka fiaként született zsidó családban. Alsó- és középfokú tanulmányait a Kegyes-tanítórend veszprémi gimnáziumában és a Pest-városi Főreáltanodában végezte. 1873 és 1876 között a Bécsi Képzőművészeti Akadémia hallgatója volt. A századforduló historizáló építészei közé sorolható, ezen belül elsősorban neobarokk épületeket (bérházakat, villákat, kastélyokat) tervezett. Munkái közül többet Strausz Ödönnel közösen terveztek meg. Az ő nevéhez fűződik a Szent Lukács gyógyfürdő 1890-es évekbeli épületcsoportjának megtervezése is. 1889 májusában az Eötvös-páholy tagja lett, majd részt vett a Reform szabadkőműves páholy megalapításában, s ez utóbbinak hosszú ideig főmestere, majd tiszteletbeli főmestere volt.
A Kozma utcai izraelita temetőben nyugszik (8-11-40).

## Családja
Felesége Strausz Gizella (1860–1927) volt, Strausz Ármin magánzó és Guttmann Jozefa lánya, akivel 1886. június 20-án Budapesten kötött házasságot.
Felnőttkort megért gyermekeik:
- Nay Pál (1887–1965) műépítész. Felesége Bujdossy Szidónia Anna (1888–1965).
- Nay Károly György (1890–?)
- Nay Ferenc (1896–?) magánhivatalnok. Felesége Frank Emília (elváltak).
- Nay László. Felesége Ruth Hamilton.

## Művei
- 1888: Szent Lukács gyógyfürdő egyemeletes épülete (a szállodai részt id. Ray Rezső tervezte), 1023 Budapest, Budapest, Frankel Leó út 25-29. – a komplexumot az 1920-as években Hikisch Rezső építette át[7]
- 1891: Kann és Heller üzlet-és bérháza, 1054 Budapest, Báthory u. 24.[4]
- 1892: Fürst Jakab háromemeletes üzlet-és bérháza, 1051 Budapest, Sas u. 20-22.[4]
- 1894: Magyar Fotográfusok Háza – Mai Manó-ház, 1065 Budapest, Nagymező utca 20. (Strausz Ödönnel)
- 1894–1895: Wahrmann–Andrássy kastély, Tóalmás (Strausz Ödönnel)[8]
- 1895–1898: Játékszín (Nay-Strausz-ház), 1066 Budapest, Teréz körút 48. (Strausz Ödönnel)[9]
- 1897–1898: Róna József szobrász műtermes villája, 1146 Budapest, Szabó József u. 12.[4]
- 1899: Savoyai Jenő herceg lovasszobra, építészeti rész (a szobrot Róna József tervezte), Budapest, A Budavári Palota előtti téren[10]
- 1900: (valószínűleg) Magyar Műhely- és Raktártelep Rt. (1914-től a Budapesti Elektromos Művek székháza), 1132 Budapest, Váci út 74. (Strausz Ödönnel) – (a székházhoz tartozó Váci út 72. épület Pucher József műve, 1893)[11]
- 1903: Grünstein Henrik bérháza, 1054 Budapest, Aulich u. 5.[4]
- 1905: Barber és Spitz bérháza, 1136 Budapest, Hegedüs Gyula u. 3.[4]
- 1907: Bérház, 1071 Budapest, Damjanich utca 52.
- ?: Veszprém megyei takarékpénztár, Veszprém[4]

Kérdéses alkotás:
- 1886/1887: Kann és Heller urak bérháza, Báthory u. 26. – Novák Ferenc vagy Nay Rezső műve[4]

## Képtár

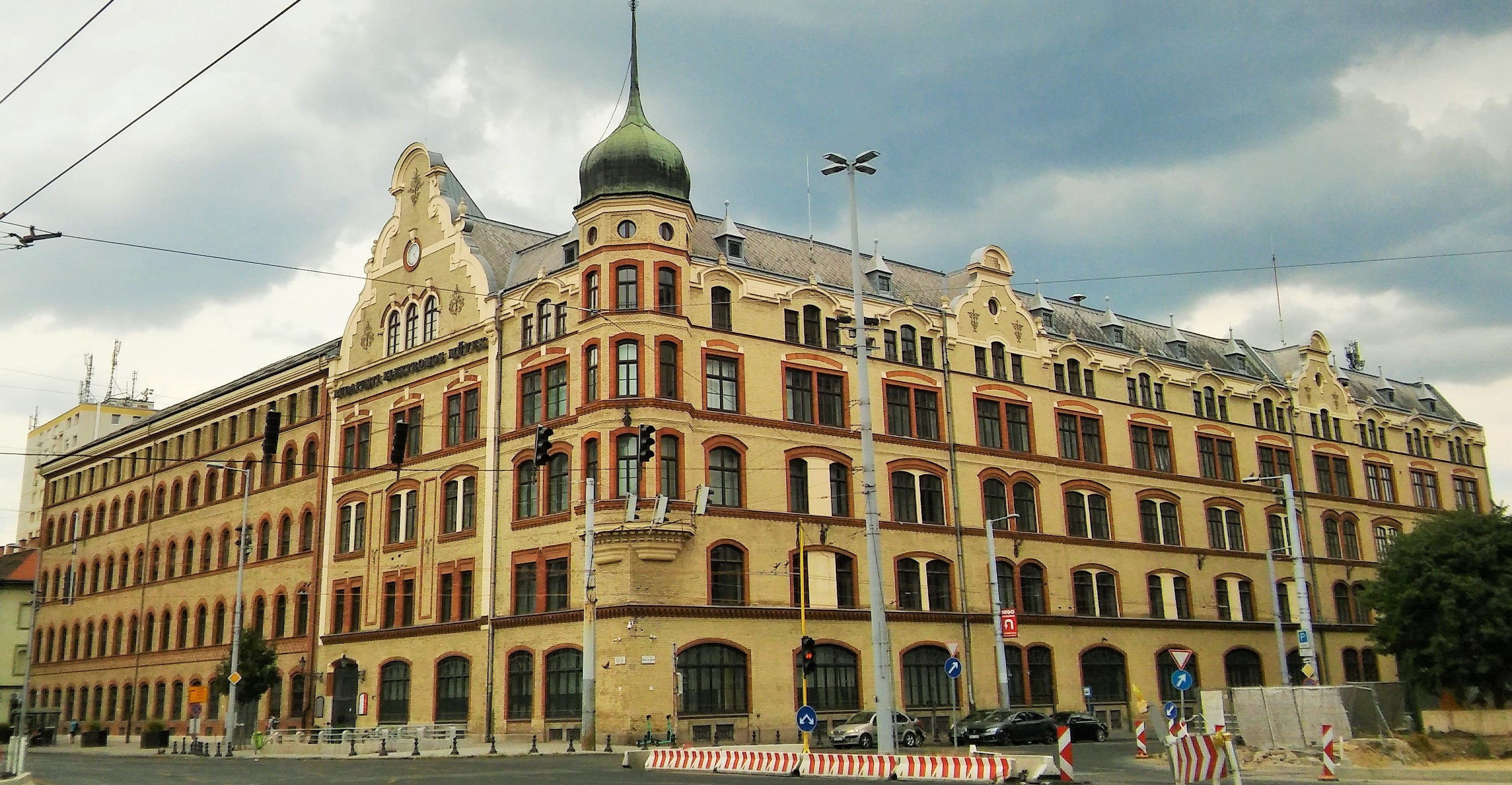
a Budapesti Elektromos Művek székháza
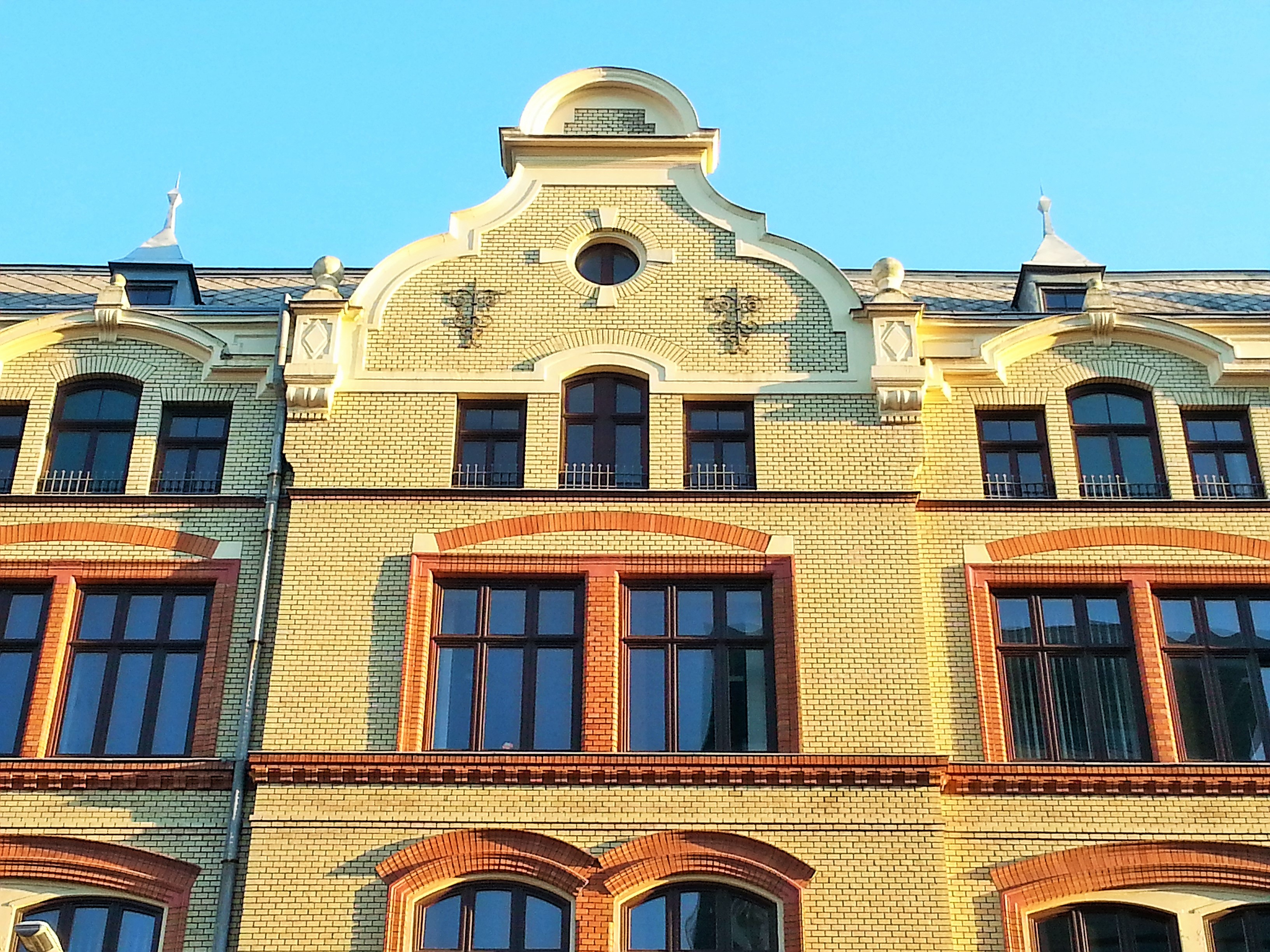
a Budapesti Elektromos Művek székháza (részlet)
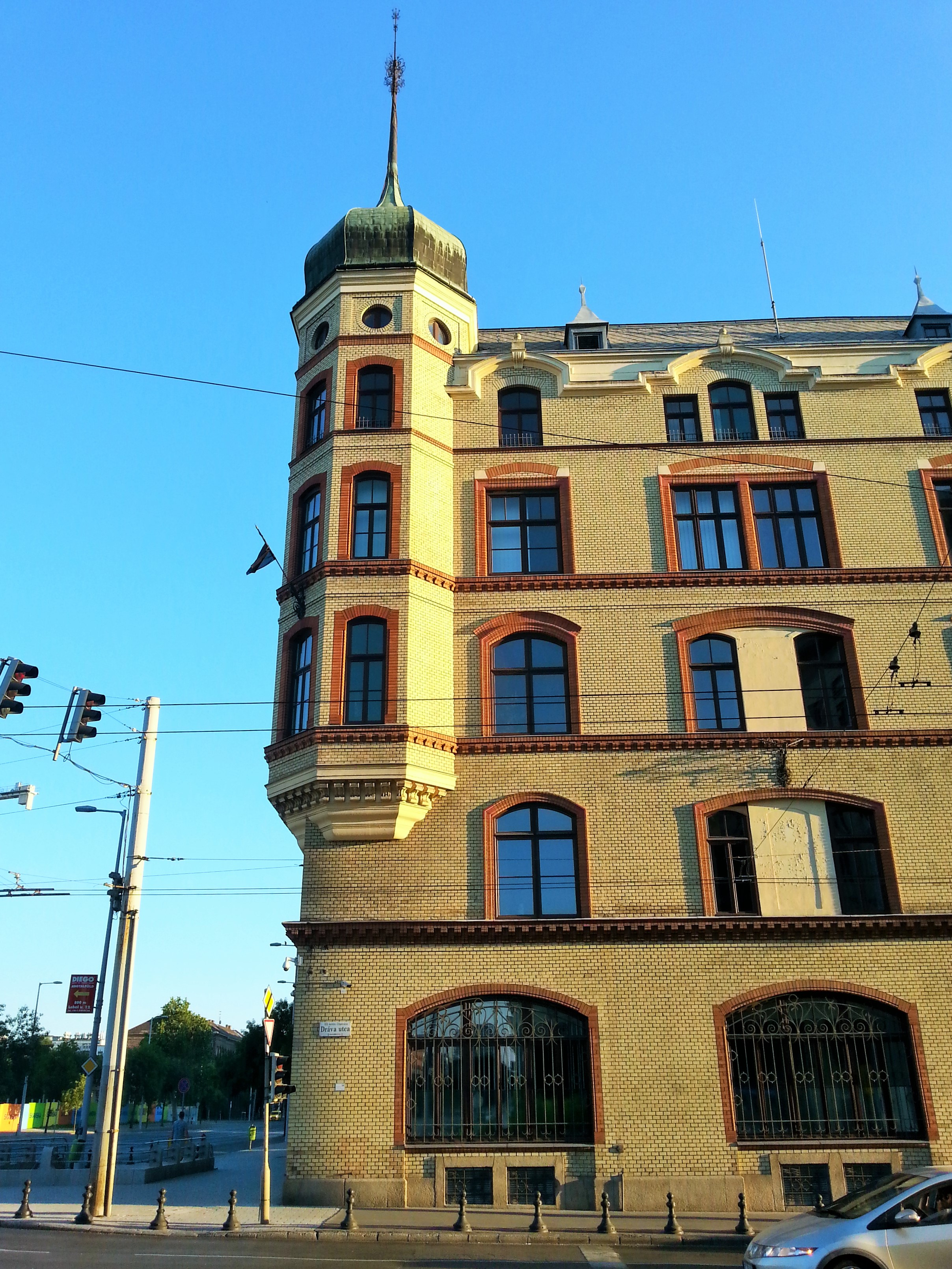
a Budapesti Elektromos Művek székháza (részlet)
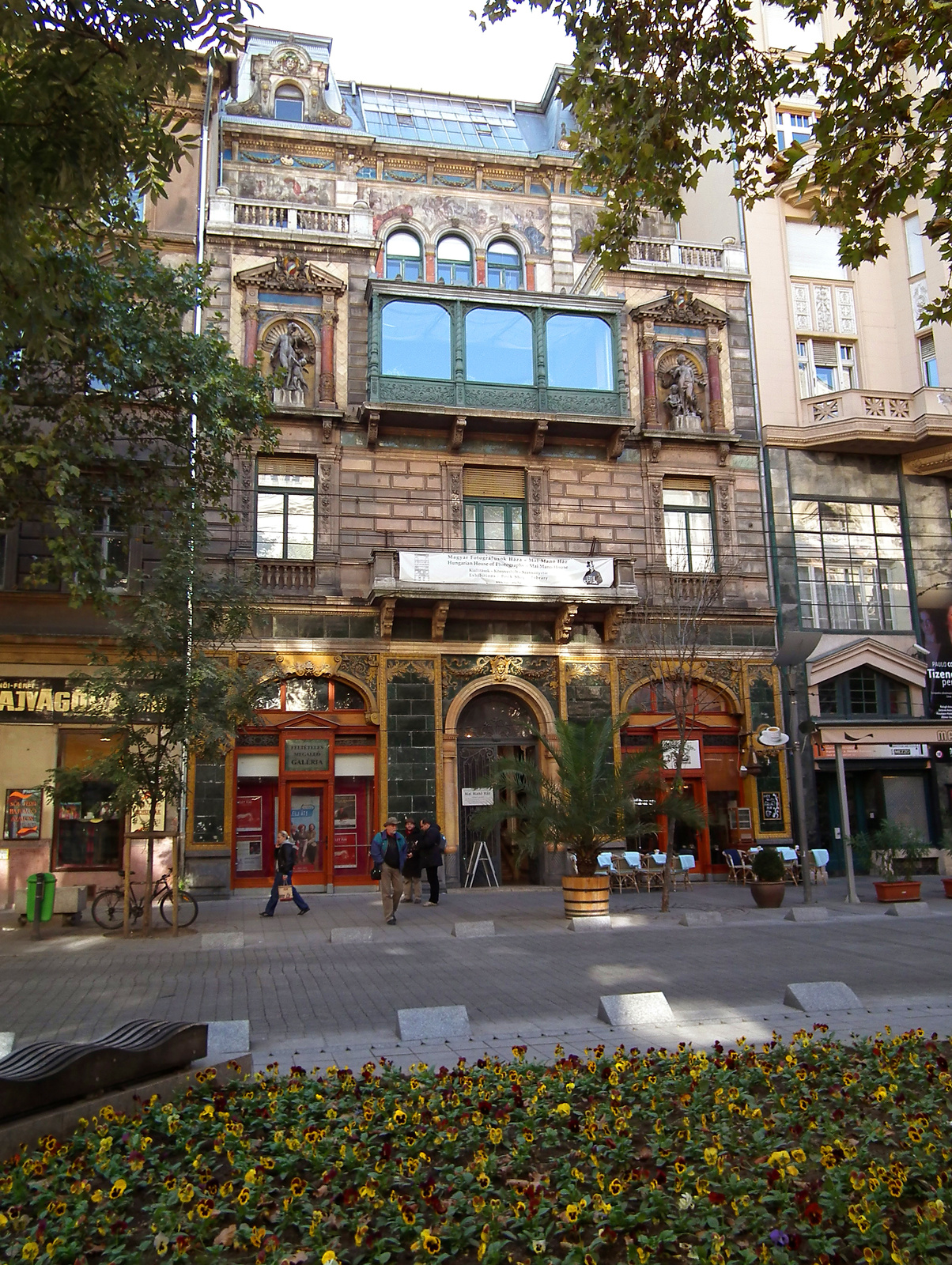
Mai Manó-ház
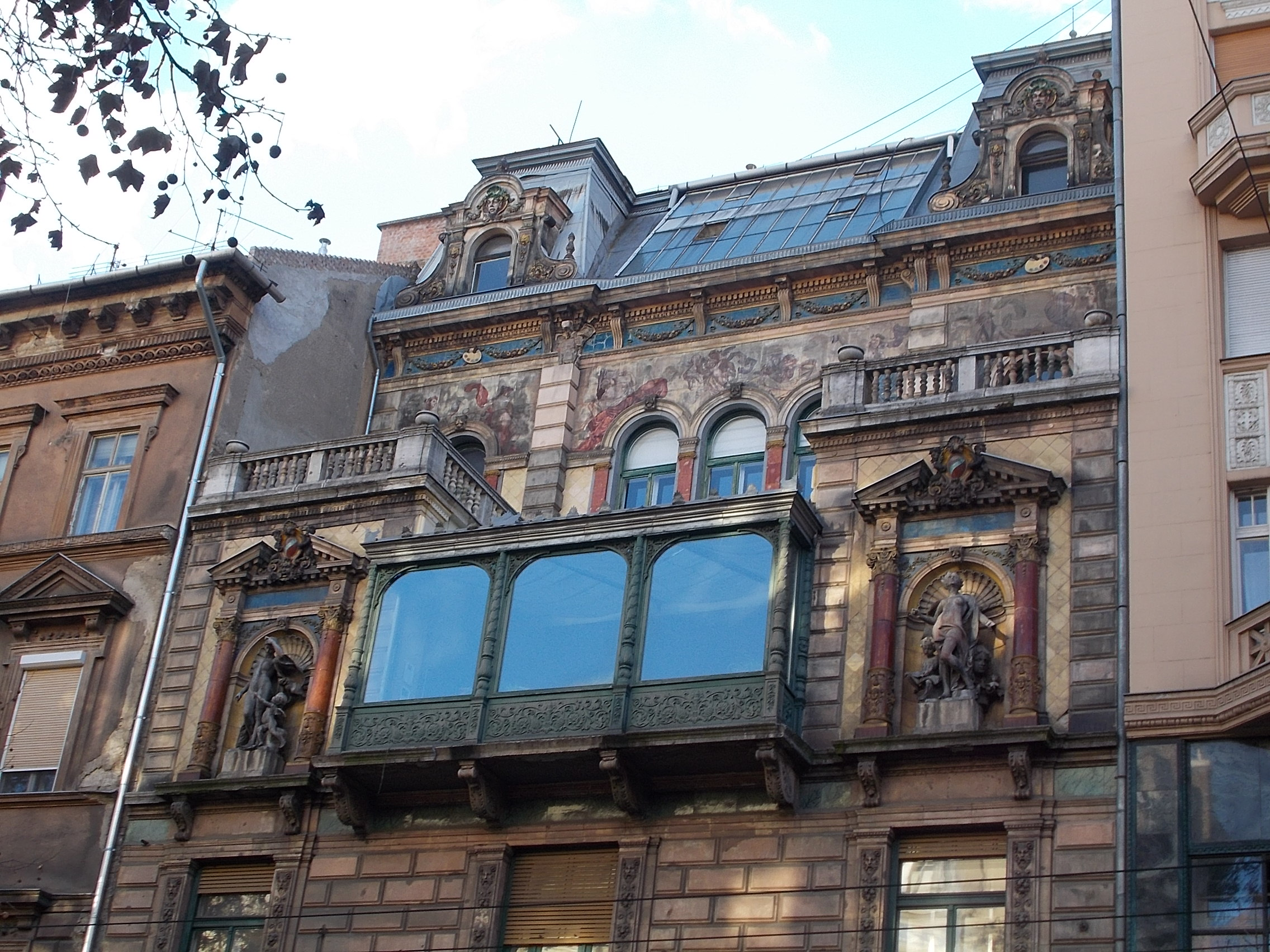
Mai Manó-ház (részlet)
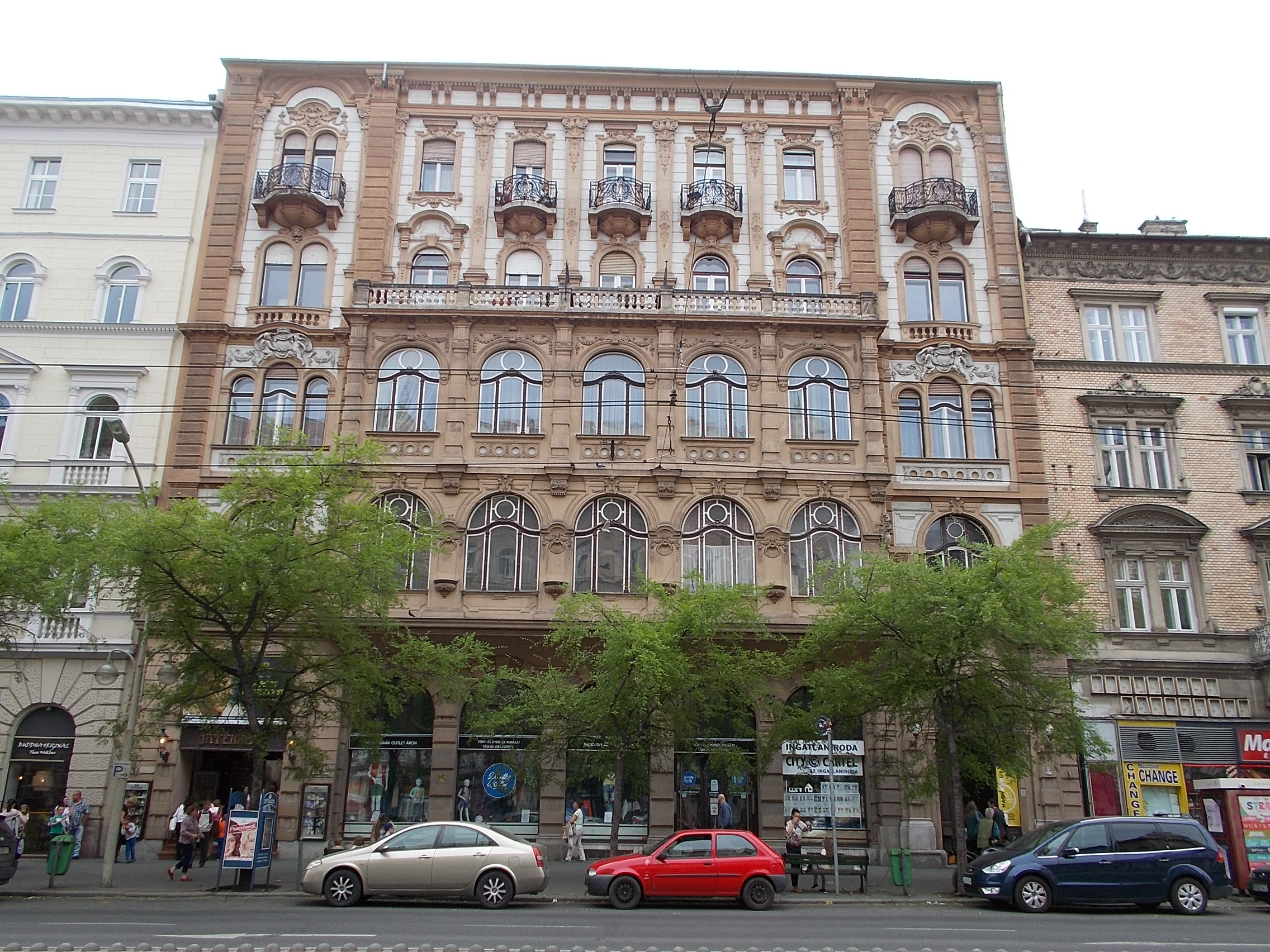
Nay-Strausz-ház
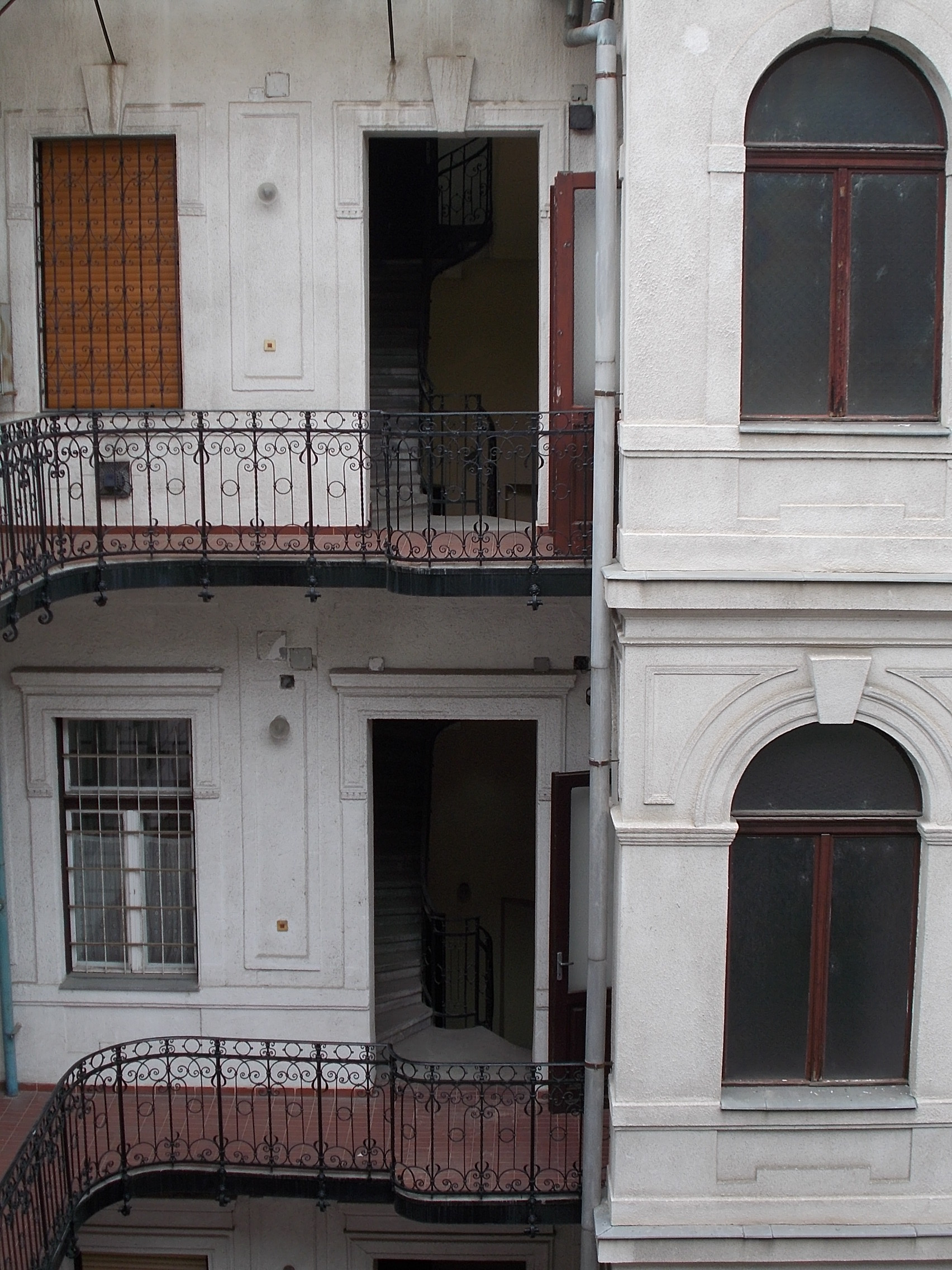
Nay-Strausz-ház (részlet)
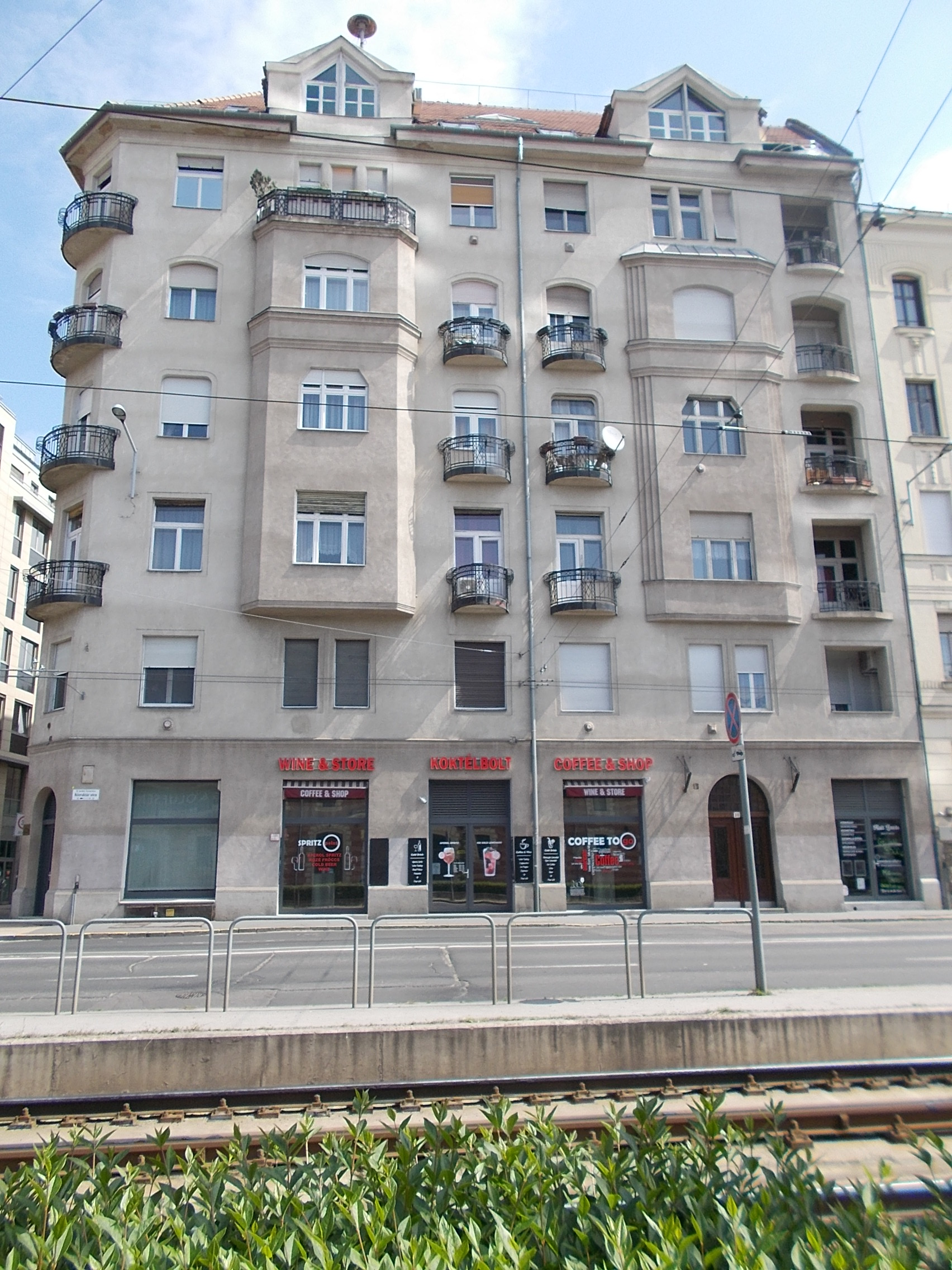
Bérház, Közraktár utca 10.

## Egyéb irodalom
- (szerk.) Rozsnyai József: Építőművészek Ybl és Lechner korában, Terc Kereskedelmi és Szolgáltató Kft., Budapest, 2015, ISBN 978-615-5445-12-5
- Bolla Zoltán: Újlipótváros építészete 1861–1945. Budapest: Ariton Kft. 2019.  ISBN 9786150058528